# Kaan Urgancıoğlu
Kaan Urgancıoğlu (* 8. Mai 1981 in Izmir) ist ein türkischer Schauspieler.

## Leben und Karriere
Urgancıoğlu wurde am 9. Mai 1981 in Izmir geboren. Mütterlicherseits ist seine Familie syrischer und albanischer Abstammung. Er studierte an der Marmara Üniversitesi.
Sein Debüt gab er 2002 in der Fernsehserie Karaoğlan. Dann spielte er in Kampüsistan mit. 2008 studierte er für sechs Monate das Schauspiel. Sein Durchbruch hatte er 2015 in der Serie Kara Sevda und gewann die Auszeichnung International Emmy Award für die „Beste Telenovela“. Außerdem war er 2020 in der Netflixserie Aşk 101 zu sehen. Unter anderem wurde er 2021 für die Serie Yargı gecastet.

## Filmografie (Auswahl)
Filme
- 2005: Ispanaktan Nağmeler
- 2006: İlk Aşk
- 2007: Son Ders: Aşk ve Üniversite
- 2009: Büşra
- 2010: Peşpeşe
- 2014: Panzehir
- 2015: Uzaklarda Arama
- 2019: Baron 2
- 2019: Gerçek Olamaz
- 2022: Sen Yaşamaya Bak
- 2022: Operation Fortune (Operation Fortune: Ruse de Guerre)
- 2024: Sen Büyümeye Bak

Serien
- 2002: Karaoğlan
- 2003: Kampüsistan
- 2005: Yeniden Çalıkuşu
- 2005: Sessiz Gece
- 2005: Seni Çok Özledim
- 2006: Ah Polis Olsam
- 2006: Azap Yolu
- 2007: Tutsak
- 2008: Limon Ağacı
- 2009: Ayrılık
- 2010: Düriye'nin Güğümleri
- 2012: Düşman Kardeşler
- 2015–2017: Kara Sevda
- 2020–2021: Love 101 (Aşk 101)
- 2021–2022: Yargı

## Auszeichnungen

### Gewonnen
- 2015: Ayaklı Newspaper Awards in der Kategorie „Bester Nebendarsteller“
- 2022: 12th Unimpeded Life Foundation in der Kategorie „Bester Schauspieler“[5]
- 2022: Altın Kelebek Award in der Kategorie „Bester Schauspieler“